# Marion Davies
Marion Cecilia Davies, nacida como Marion Cecilia Dourvas; (Brooklyn, Nueva York, 3 de enero de 1897-Hollywood, California, 22 de septiembre de 1961) fue una actriz estadounidense, también conocida por su relación sentimental con el magnate de los medios William Randolph Hearst, que mantuvo durante treinta años y que llegó a eclipsar su carrera profesional.

## Biografía
Marion Cecelia Douras nació en la ciudad de Brooklyn, Nueva York, el 3 de enero de 1897. Era la cuarta de los cinco hijos de Bernard J. Douras, un abogado que se movía dentro de los círculos políticos en Nueva York, y de Rose Reilly, oriunda de Nueva Jersey.
Sus hermanos eran Irene (Reine) (1883-1938), Charles (1891-1906), Ethel (1896-1940) y Rose (1903-1963). Charles murió ahogado con solo 15 años y su nombre fue dado posteriormente al sobrino favorito de Marion, el guionista Charles Lederer, hijo de la hermana de Marion, Reine Davies.
La familia Douras vivía cerca de Prospect Park, en Brooklyn, pero las luces brillantes de Manhattan sedujeron a sus hermanas, quienes cambiaron su apellido Douras por Davies. Incluso en un momento en que Nueva York se había convertido en la meca de los inmigrantes, su apellido las ayudó grandemente en sus perspectivas.
El interés por el mundo del espectáculo la había alcanzado temprano, mientras que ella miraba a sus hermanas participar en producciones locales de la época, ella deseó hacer igual. Marion fue contratada como corista en los famosos espectáculos de Ziegfeld Follies. Pero deseaba más que bailar, por lo que fijó su interés en el cine. Su primera actuación fue en la película Romany the Fugitive, en 1917, cuando tenía 20 años. La película, dirigida por su cuñado, no fue exactamente un éxito en la taquilla, pero para Marion fue un comienzo. El año siguiente Marion protagonizó tres películas: The Burden of Proof, Beatrice Fairfax y  Cecilia of the Pink Roses.
Fue esta última película la que llamó la atención del magnate de la prensa, William Randolph Hearst, con quien Marion comenzaría una relación romántica que se mantuvo por 30 años. Debido al imperio periodístico de Hearst, Marion sería promovida como ninguna actriz lo había sido antes de ella. Apareció en numerosas películas en los siguientes años, como Murder of the Cinema, en 1919. En 1922, Marion apareció como María Tudor en la epopeya romántica histórica When Knighthood Was in Flower, una película en la cual Hearst invirtió millones de dólares para hacerla una estrella de cine.

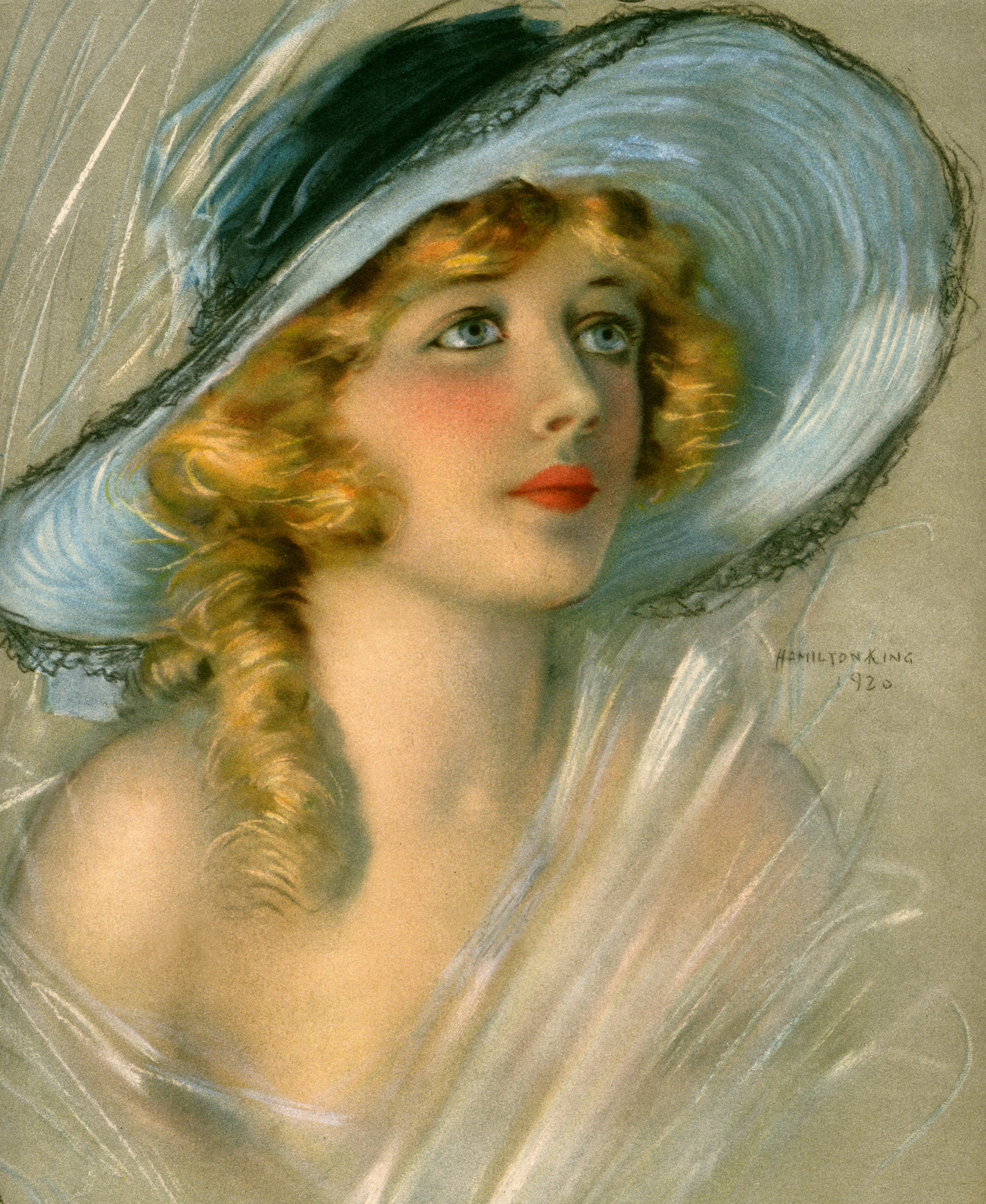
Retrato de Davies para la portada de Theatre Magazine (junio de 1920)

Incluso durante su carrera, su vida social de alto perfil oscureció a menudo sus logros profesionales. A finales de los años 20, Hearst se preocupó, ya que era obvio que las películas sonoras estaban a punto de substituir a las mudas; estaba nervioso porque Marion cuando se ponía nerviosa tartamudeaba y le preocupaba que ella no hiciera una transición acertada al nuevo medio. Ella, sin embargo, no tuvo ningún problema con el cambio. En 1930, dos de sus mejores películas sonoras fueron So Dumb y The Florodora Girl.
Hacia 1934, las películas de Marion habían perdido atractivo y comenzó su declive. Si no hubiera estado en el foco de Hearst, su carrera no hubiese declinado. Él fue más un obstáculo que una ayuda, pues insistía en colocarla en dramas y films históricos cuando ella estaba dotada naturalmente para la comedia. Hearst había intentado empujar a ejecutivos de MGM para emplear a Marion para el papel de Elizabeth Barrett en The Barretts of the Wimpole Street. Pero Louis B. Mayer tenía otras actrices en mente para el papel. Así, los papeles para ella fueron cada vez menos.
Hacia finales de los años 30, Hearst sufría reveses financieros y fue Marion quien lo sacó a flote vendiendo 1 millón de dólares de su joyería. Sin el aporte económico de ella la Hearst Corporation no hubiera podido continuar. Los problemas financieros de Hearst también significaron el final de su carrera. Aunque ella había hecho la transición al cine sonoro, otras estrellas se presentaban más carismáticas.
Para 1937, Marion tenía ya 40 años y filmó su última producción para la pantalla de plata, Since then Eve. A partir de las películas y las intensas presiones de su relación con Hearst, Marion recurrió al alcohol. A pesar de esos problemas, era una mujer de negocios muy aguda y lista a pesar del declive de su carrera.
Después de la muerte de Hearst en 1951, Marion se casó por primera vez a la edad de 54, con Horace Brown. La unión duró hasta que ella murió de cáncer el 22 de septiembre de 1961 en Los Ángeles, California, a los 64 años.

## En la cultura popular
Aparece como personaje en la película Mank (2020, dirigida por David Fincher), sobre el guionista Herman J. Mankiewicz y su accidentado desarrollo del guion de Ciudadano Kane (1941), interpretada por la actriz y modelo Amanda Seyfried.

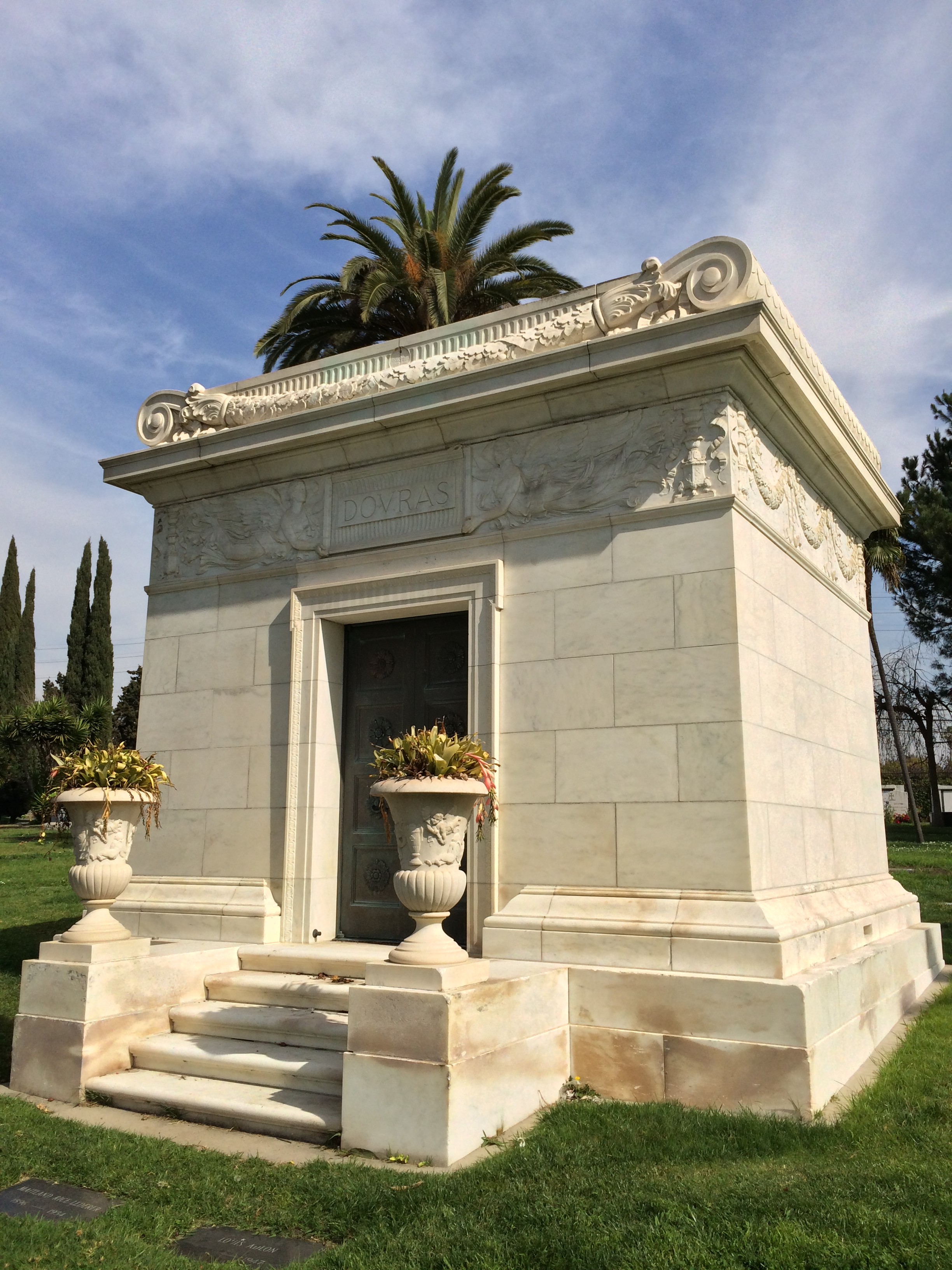
Mausoleo en Hollywood Forever donde Marion Davies está sepultada

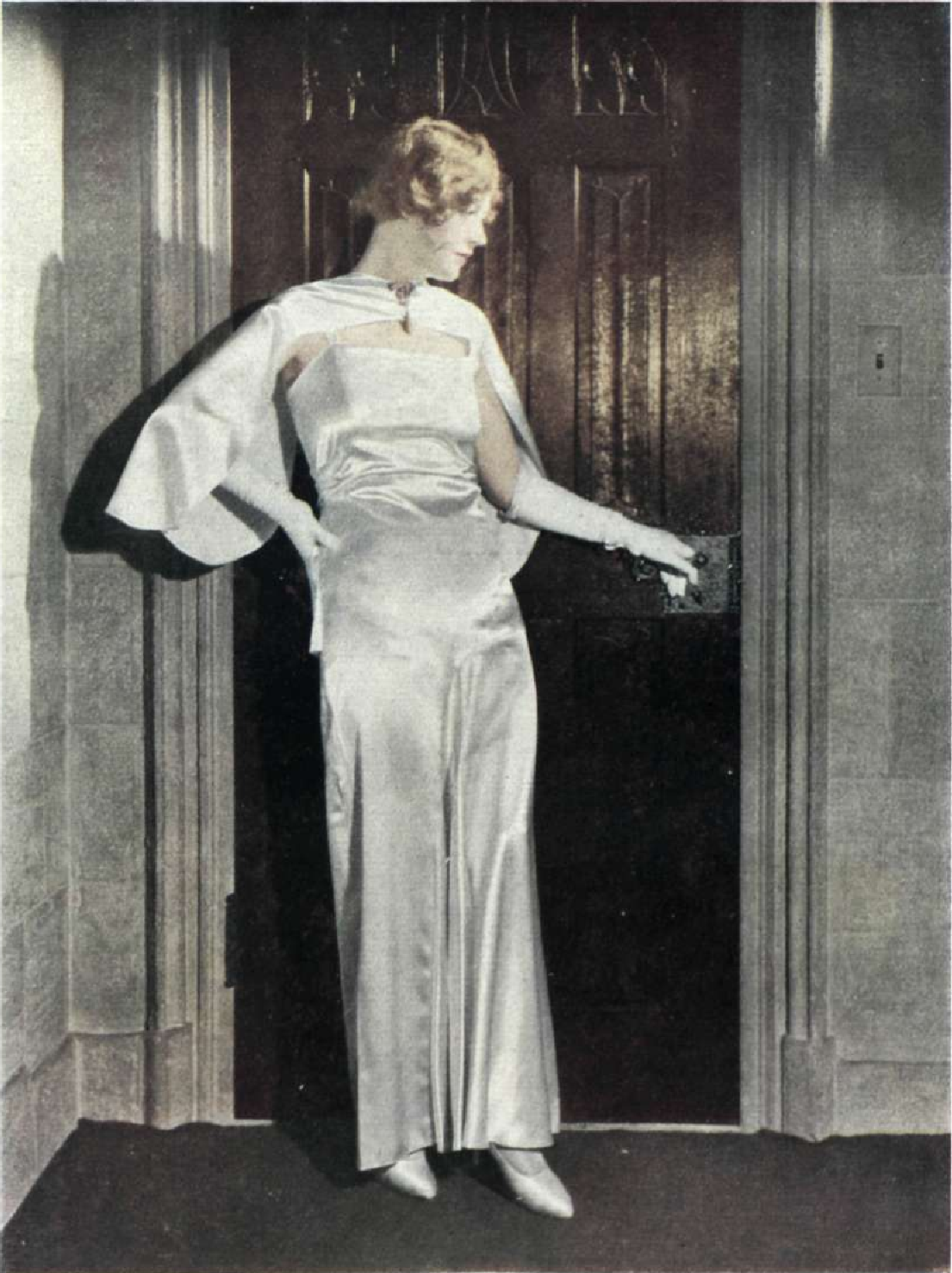
Imagen publicada en la revista argentina "Caras y Caretas". 8/8/1931.

## Filmografía

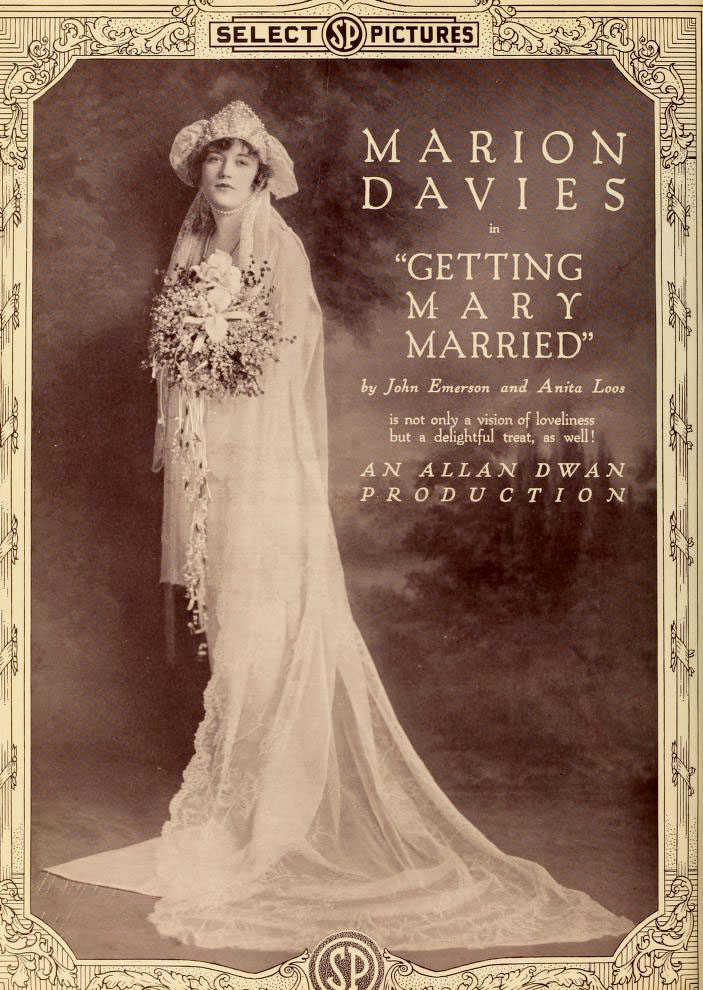
Getting Mary Married, 1919

| Año  | Título                            | Rol                                                       | Notas                      |
| ---- | --------------------------------- | --------------------------------------------------------- | -------------------------- |
| 1917 | Runaway, Romany                   | Romany                                                    | Escritora                  |
| 1918 | Cecilia of the Pink Roses         | Cecilia                                                   |                            |
| 1918 | The Burden of Proof               | Elaine Brooks                                             |                            |
| 1919 | The Belle of New York             | Violet Gray                                               |                            |
| 1919 | Getting Mary Married              | Mary                                                      | Productora                 |
| 1919 | The Dark Star                     | Rue Carew                                                 |                            |
| 1919 | The Cinema Murder                 | Elizabeth Dalston                                         | Filme perdido              |
| 1920 | April Folly                       | April Poole                                               |                            |
| 1920 | The Restless Sex                  | Stephanie Cleland                                         |                            |
| 1921 | Buried Treasure                   | Pauline Vandermuellen                                     |                            |
| 1921 | Enchantment                       | Ethel Hoyt                                                |                            |
| 1922 | Bride's Play                      | Enid of Cashel/Aileen Barrett                             |                            |
| 1922 | Beauty's Worth                    | Prudence Cole                                             |                            |
| 1922 | The Young Diana                   | Diana May                                                 |                            |
| 1922 | When Knighthood Was in Flower     | Mary Tudor                                                |                            |
| 1922 | A Trip to Paramountown            | Ella misma                                                | Cortometraje               |
| 1923 | El peregrino                      | Miembro de la Congregación                                | No acreditada              |
| 1923 | Adam and Eva                      | Eva King                                                  |                            |
| 1923 | Little Old New York               | Patricia O'Day                                            |                            |
| 1924 | Yolanda                           | Princesa Mary/Yolanda                                     |                            |
| 1924 | Janice Meredith                   | Janice Meredith                                           |                            |
| 1925 | Zander the Great                  | Mamie Smith                                               |                            |
| 1925 | Lights of Old Broadway            | Fely/Anne                                                 |                            |
| 1925 | Ben-Hur: A Tale of the Christ     | Extra en la multitud que asiste a la carrera de cuadrigas | No acreditada              |
| 1926 | Beverly of Graustark              | Beverly Calhoun                                           |                            |
| 1927 | The Red Mill                      | Tina                                                      |                            |
| 1927 | Tillie the Toiler                 | Tillie Jones                                              |                            |
| 1927 | The Fair Co-Ed                    | Marion                                                    |                            |
| 1927 | Quality Street                    | Phoebe Throssel                                           | Productora                 |
| 1928 | The Patsy                         | Patricia Harrington                                       | Productora (no acreditada) |
| 1928 | The Cardboard Lover               | Sally                                                     | Productora                 |
| 1928 | Show People                       | Peggy Pepper/Ella misma                                   | Productora                 |
| 1928 | The Five O'Clock Girl             | Patricia Brown                                            | Incompleta                 |
| 1928 | Rosalie                           | Princesa Rosalie Romanikov                                | Incompleta                 |
| 1929 | Marianne                          | Marianne                                                  | Productora (no acreditada) |
| 1929 | The Hollywood Revue of 1929       | Ella misma                                                |                            |
| 1930 | Not So Dumb                       | Dulcinea 'Dulcy' Parker                                   | Productora                 |
| 1930 | The Florodora Girl                | Daisy Dell                                                | Productora                 |
| 1930 | Screen Snapshots Series 9, No. 23 | Ella misma                                                | Cortometraje               |
| 1931 | Jackie Cooper's Birthday Party    | Ella misma                                                | Cortometraje               |
| 1931 | The Bachelor Father               | Antoinette 'Tony' Flagg                                   | Productora                 |
| 1931 | It's a Wise Child                 | Joyce Stanton                                             | Productora                 |
| 1931 | Five and Ten                      | Jennifer Rarick                                           | Productora                 |
| 1931 | The Christmas Party               | Ella misma                                                | Cortometraje               |
| 1932 | Polly of the Circus               | Polly Fisher                                              | Productora                 |
| 1932 | Blondie of the Follies            | Blondie McClune                                           | Productora                 |
| 1933 | Peg o' My Heart                   | Margaret 'Peg' O'Connell                                  |                            |
| 1933 | Going Hollywood                   | Sylvia Bruce                                              |                            |
| 1934 | Operator 13                       | Gail Loveless                                             |                            |
| 1935 | Page Miss Glory                   | Loretta Dalrymple/Miss Dawn Glory                         | Productora                 |
| 1935 | A Dream Comes True                | Ella misma                                                | Cortometraje               |
| 1935 | Pirate Party on Catalina Isle     | Ella misma                                                | Cortometraje               |
| 1936 | Hearts Divided                    | Elizabeth 'Betsy' Patterson                               | Productora                 |
| 1936 | Cain and Mabel                    | Mabel O'Dare                                              |                            |
| 1937 | Ever Since Eve                    | Miss Marjorie 'Marge' Winton/Sadie Day                    |                            |